# Grünfeld-ház (Miskolc, Széchenyi utca)
A Grünfeld-ház Miskolcon, a Széchenyi utca 76. szám alatt, a Centrum Áruházzal szemben áll. Benne működik Miskolc egyik régi patikájának a jogutódja, az Oroszlán gyógyszertár.

## Története
Az épület az 1880-as években épült, valószínűleg Grünfeld Sámuel (1861–1944), neves miskolci kereskedő volt az építtető-tulajdonos. A Grünfeld család fontos szerepet játszott Miskolc kereskedelmében, többek között bor-nagykereskedelemmel, sör- és pálinka kereskedelemmel, sertéshizlalással és malomüzlettel, pénz- és bankügyletekkel is foglalkoztak. A család egyik ága a 20. század elején Győrire magyarosította családnevét (Győri Ödön háza a Szemere utcán áll.). Grünfeld Sámuel a háza földszintjén zálogházat működtetett, az emeleten ő lakott a családjával, az udvari rész két oldalán – ez déli irányban lefutott a Szinváig – pedig bérlakásokat alakított ki. Grünfeld Sámuel és gyermekei a holokauszt áldozatai lettek, felesége már korábban meghalt. Az épület további lakásait és üzleteit ruha-, divat-, bútorkereskedő, bizományos, rőfös, ékszerész és órás bérelte. 1931-ben Hercz János doktor a főutcai bal oldali üzletrészbe költöztette Arany Oroszlán nevű patikáját, amely addig a mai BOKIK székház (Szentpáli utca 1.) helyén volt, egy Katona József által építtetett 19. századi egyemeletes házban. A bejárat fölött sokáig egy jókora aranyozott oroszlán cégér volt látható. A gyógyszertár azóta is folyamatosan ebben az épületben működik, az államosítás után vagy 35 évig 19/36-os, azután Oroszlán gyógyszertár néven. A jobb oldali üzletrészt évtizedekig egy fényképész műterem foglalta el, a 2010-es évek végén ékszerüzlet és pénzváltó van benne.

## Leírása
A ház az újonnan, 1993-ban épült Bató- és az 1998-ban épült Metropol üzletház között áll. 2006-ban renoválták, kinézete az eredetit idézi. Az egyemeletes épület főutcai homlokzata ötaxisú, szimmetrikus, nyeregtetőzete a főutcával párhuzamos. Középen van a két oldalán pilaszterekkel díszített, kétszárnyú, félköríves záródású kapu. A kapu fölött kovácsoltvas ráccsal ellátott erkély áll, mögötte az ablakok formájával azonos erkélyajtóval. Az erkélyt a pilaszterekből induló csigás konzolok tartják, amelyeken ornamentikával és szatírfejekkel ellátott díszítés látható. A konzolokhoz, azok ívét követő világítótestek kapcsolódnak. Az emelet egyenes záródású ablakait stukkó keretelés övezi, szemöldökpárkányai hangsúlyosak. Fölöttük a ház hosszában osztópárkány, efölött pedig fogazott koronázópárkány fut végig. Az udvar mindkét oldala beépített, az épületszárnyak félnyeregtetős fedést kaptak. Az udvari szekciók Szinváig tartó szakaszának egy részét mindkét oldalon lebontották. A nyugati oldalon megmaradt szárnyhoz illeszkedik a Bató-üzletház egy darabja, és az udvart az üzletház délkeleti szárnya (Bató-házi Egészségközpont) zárja le. Ajtók ugyan vannak, de átjárási lehetőség déli irányban gyakorlatilag nincs. A keleti oldalt – a beépített rész utáni szakaszon – a Metropol üzletház tűzfala zárja.

## Képek

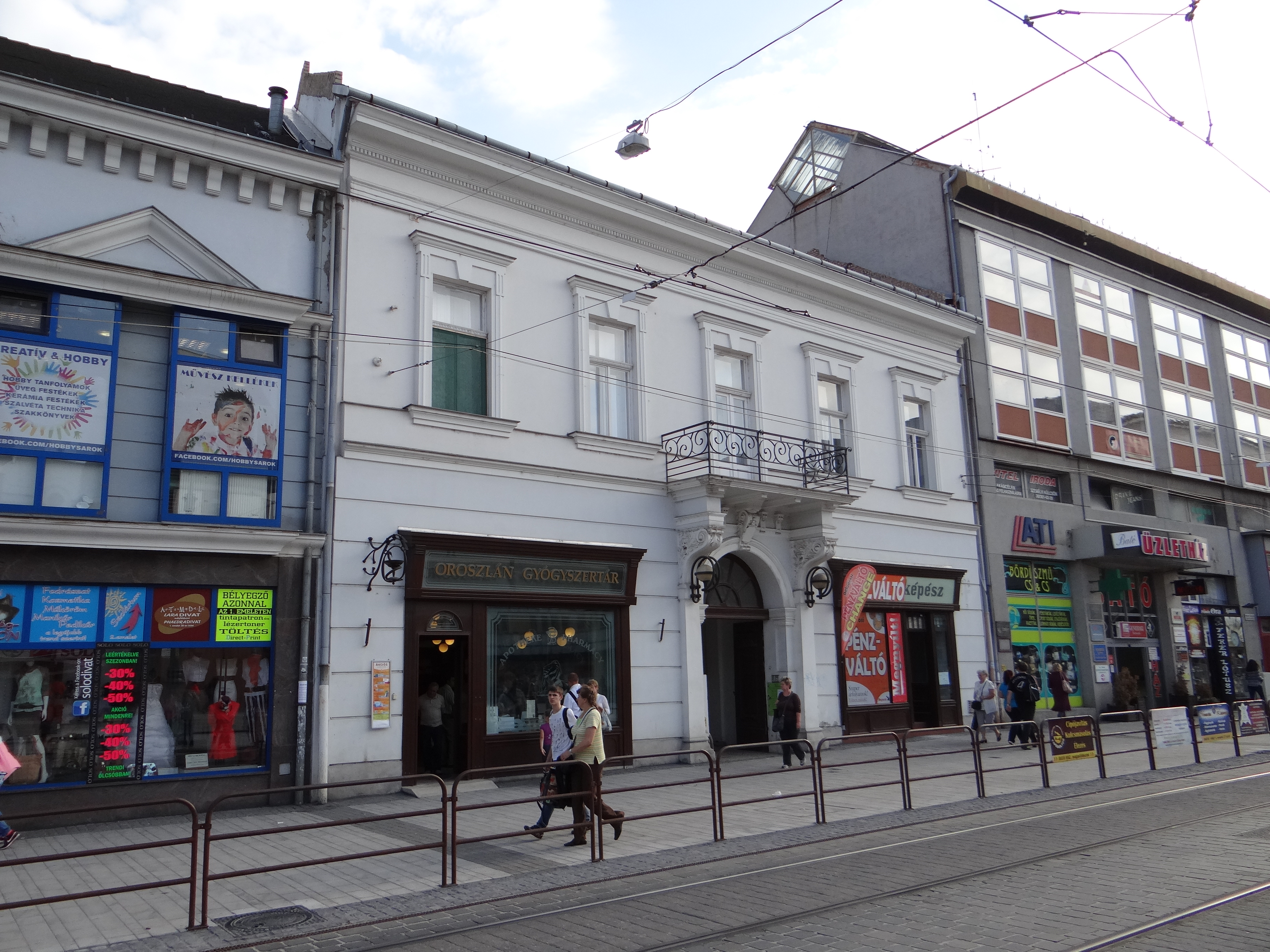
Az épület a Széchenyi utcán
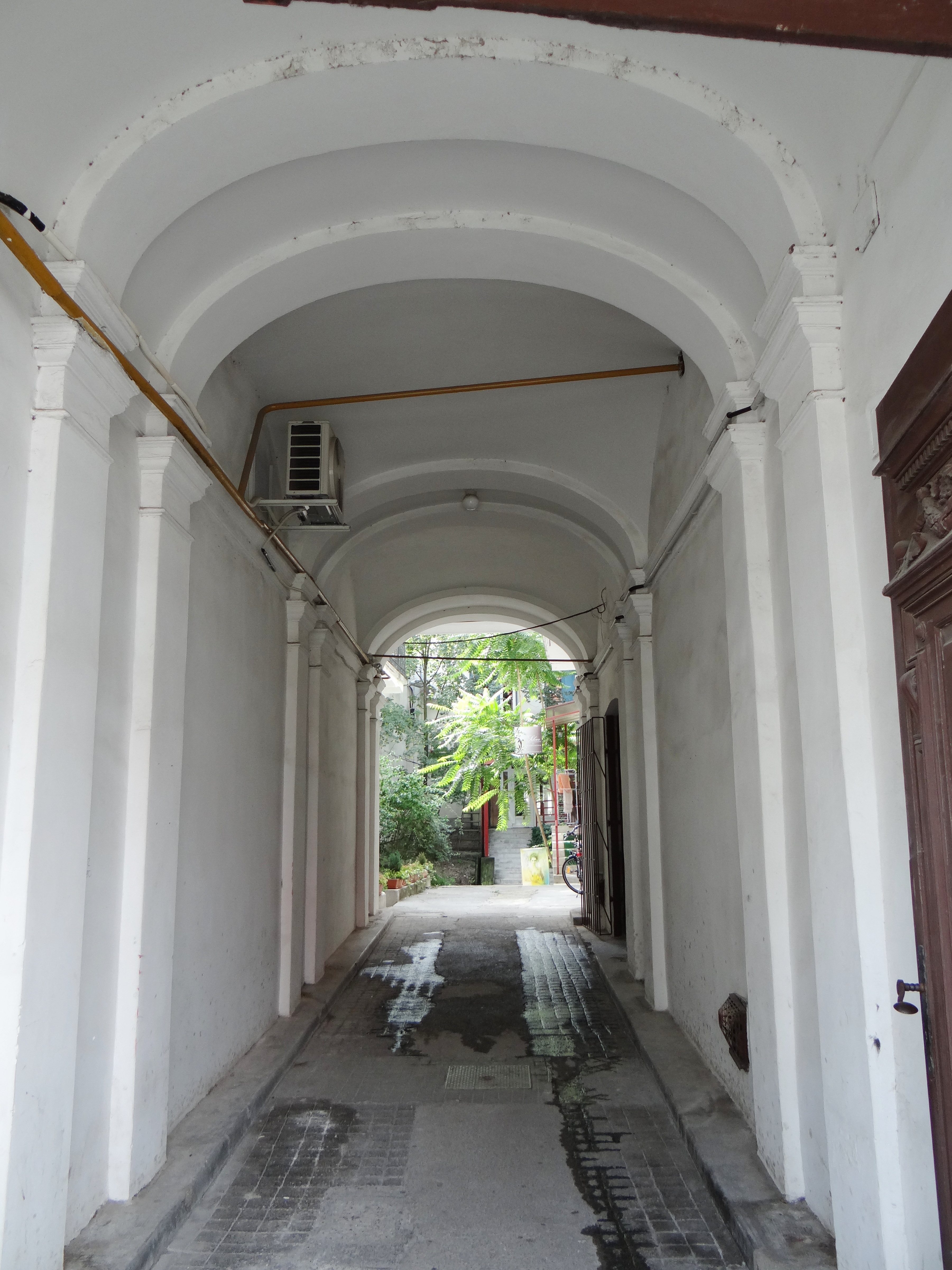
A kapubejáró
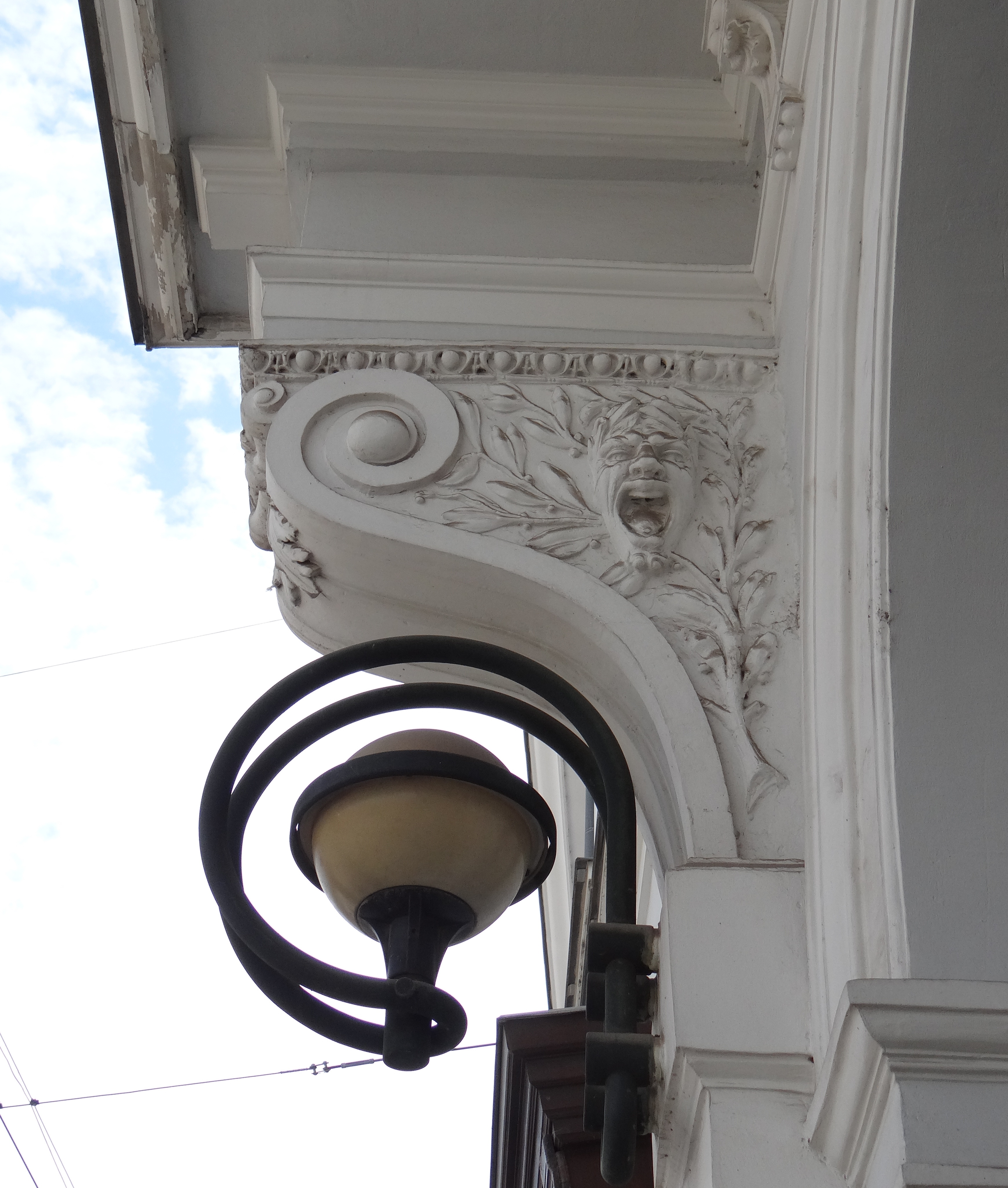
Az erkélytartó konzol díszei
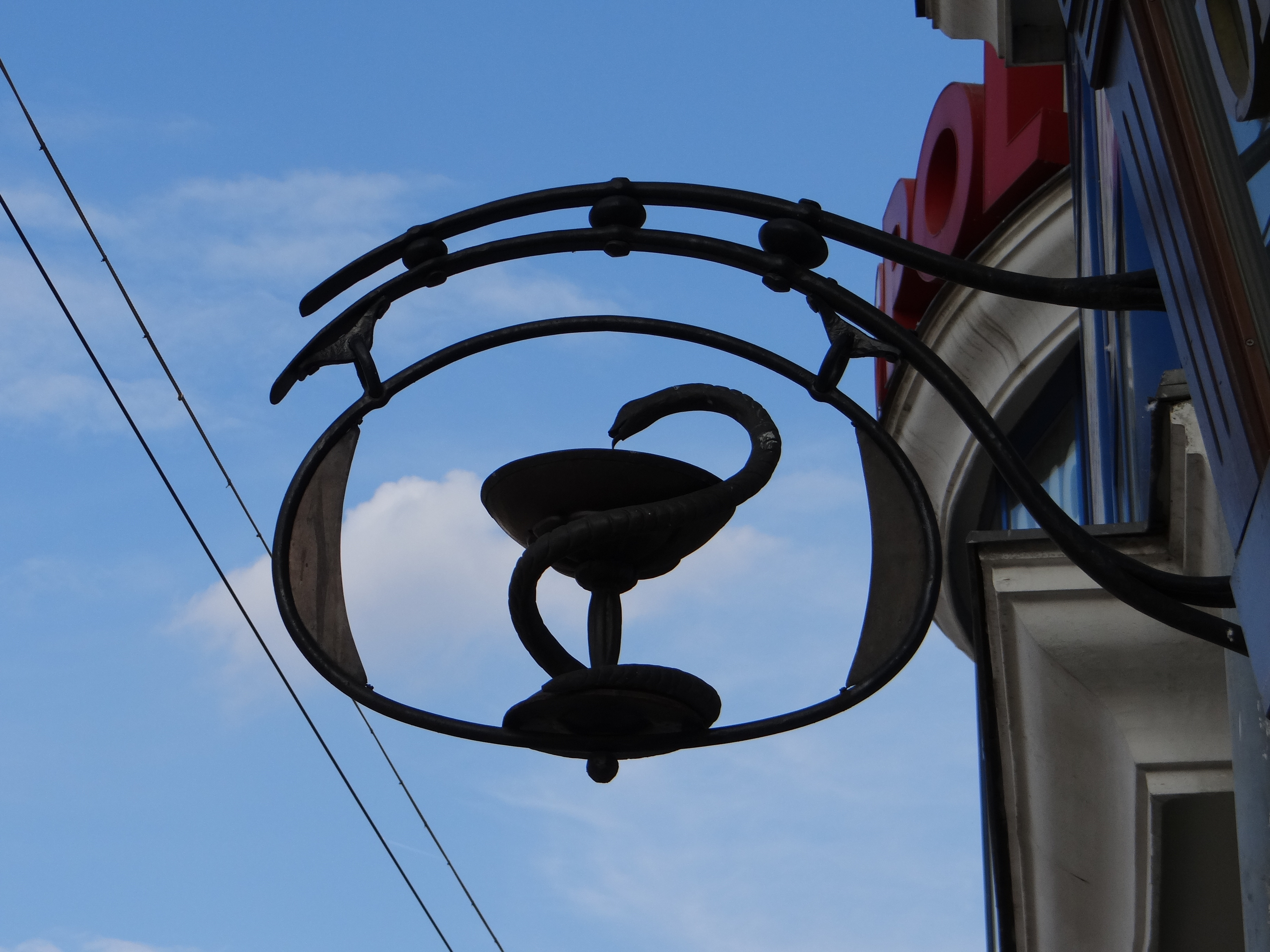
A gyógyszertár cégére
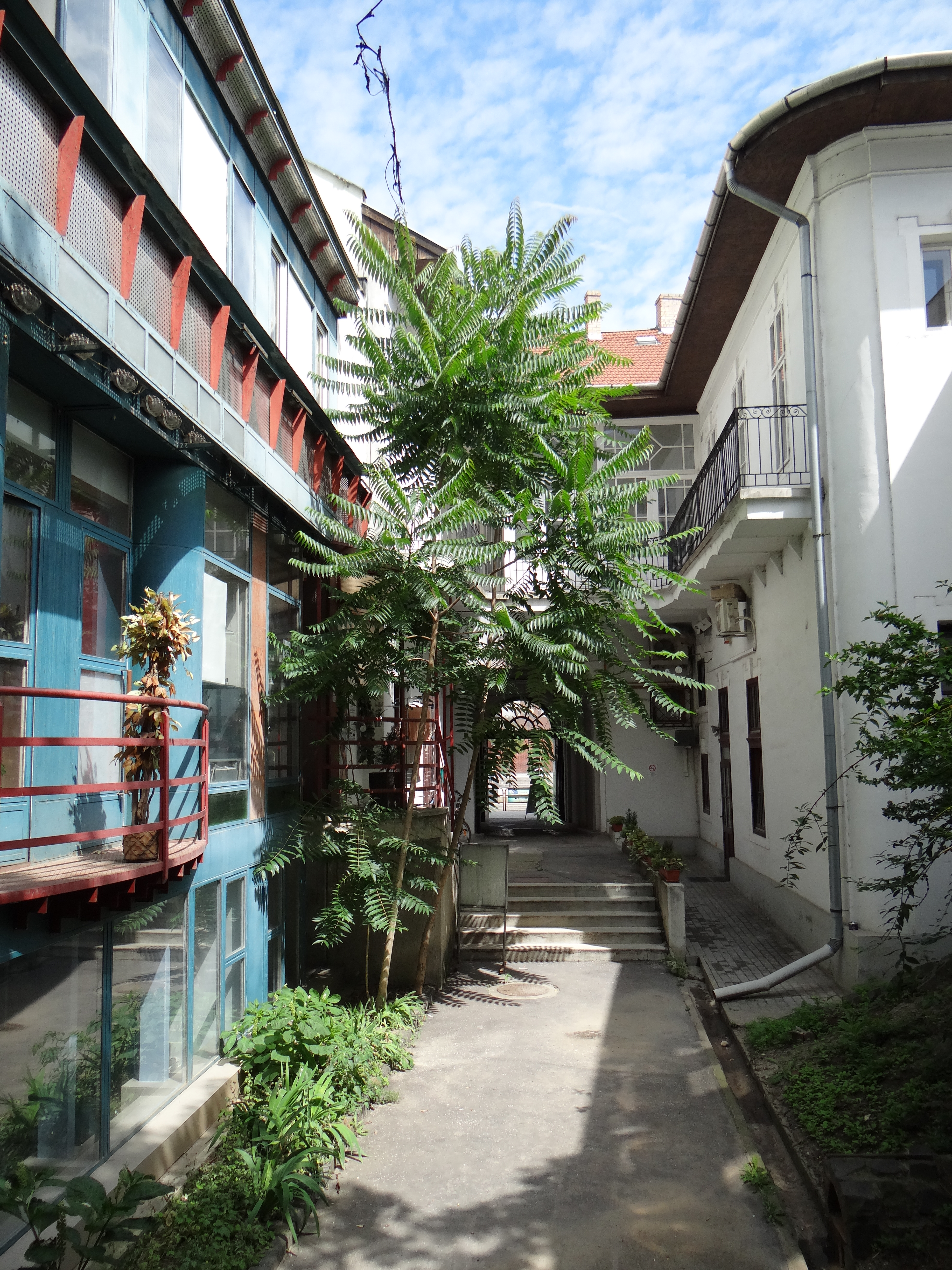
Udvari részlet
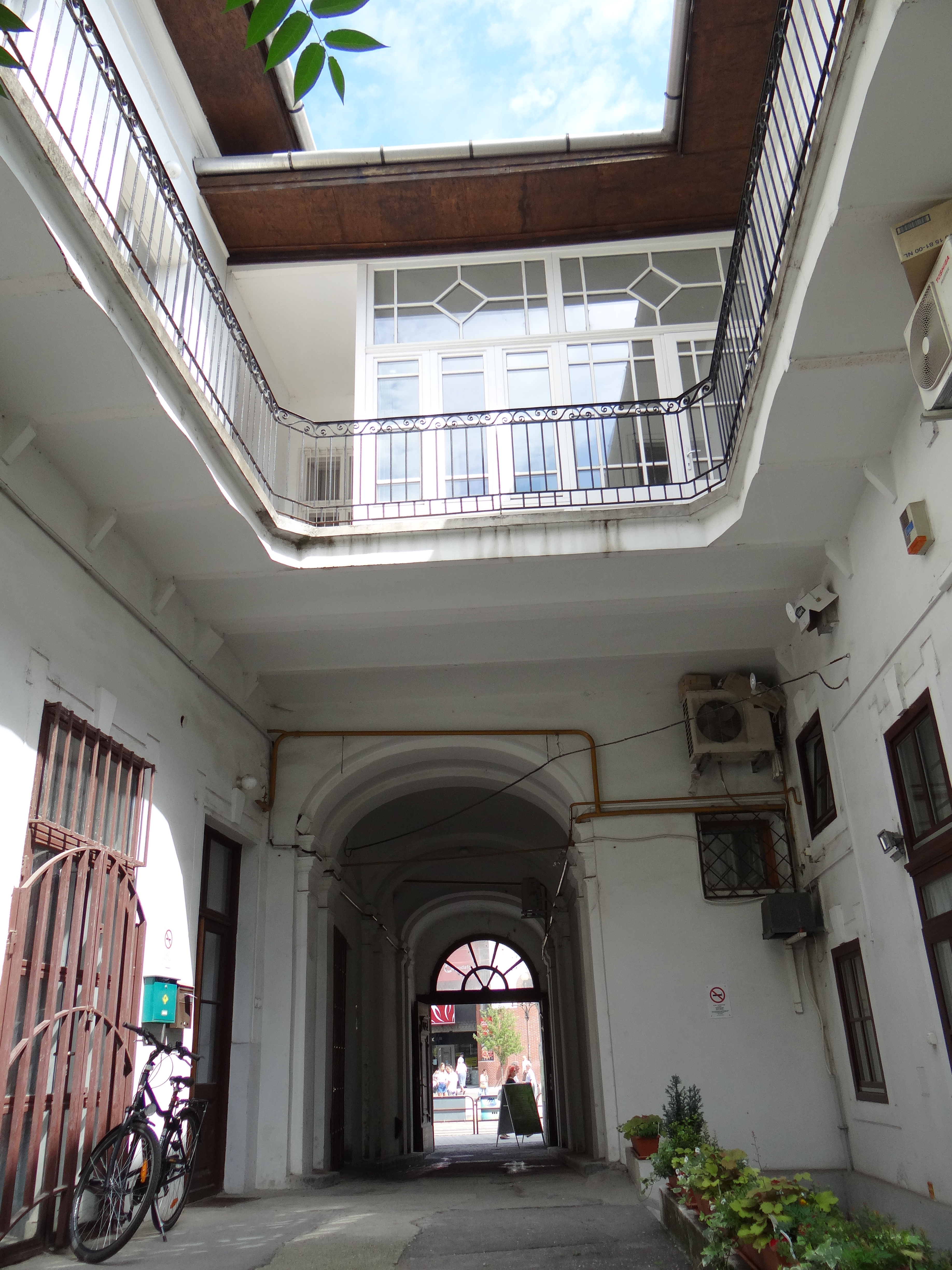
Udvari részlet
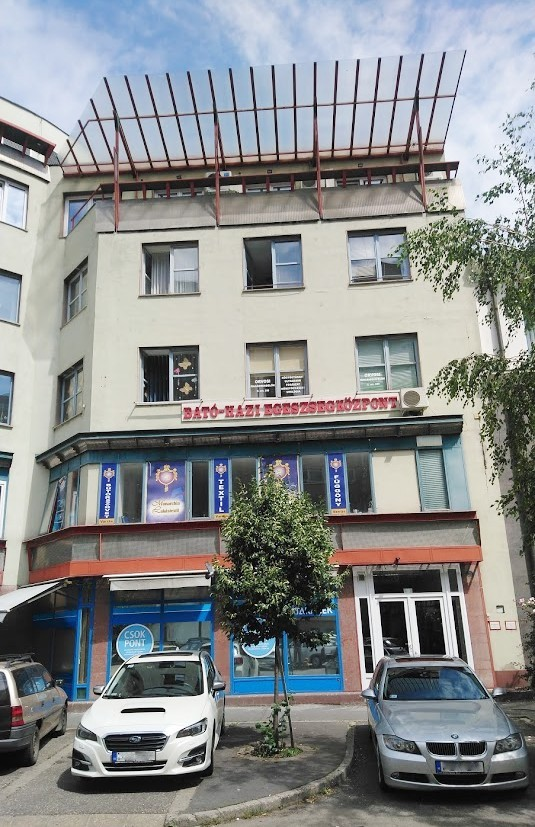
A ház udvarát lezáró Bató-üzletházi épület